# 1070
Năm 1070 trong lịch Julius.

## Sự kiện
xây dựng Quốc Tử Giám